# José Luis Laguía
José Luis Laguía, né le 30 septembre 1959 à Pedro Muñoz, est un coureur cycliste espagnol. Professionnel de 1980 à 1992, il a notamment remporté à cinq reprises le classement de la montagne du Tour d'Espagne (1981, 1982, 1983, 1985 et 1986), le Tour du Pays basque en 1981 et a été champion d'Espagne sur route en 1982. De 2012 à 2017, il est directeur sportif de l'équipe Movistar.
Il est contrôlé positif à un stimulant après la 3e étape du Tour du Pays basque 1983.

## Palmarès

### Palmarès amateur
- 1978
  - Tour de Sedaví
- 1979
  - 2e du Tour de Tarragone

### Palmarès professionnel
- 1980
  - 3eb étape du Tour des vallées minières (contre-la-montre)
  - 2e de la Clásica de Sabiñánigo
  - 2e du Tour des vallées minières
  - 2e du Gran Premio Nuestra Señora de Oro
- 1981
  -  Classement de la montagne du Tour d'Espagne
  - 3e étape du Tour des Asturies
  - Classement général du Tour de Burgos
  - Trois Jours de Navarre
  - 7e du Tour d'Espagne
- 1982
  -  Champion d'Espagne sur route
  - 2e étape du Challenge Costa del Azahar
  - 4e étape de la Semaine catalane
  - Classement général du Tour du Pays basque
  - Tour d'Espagne :
    -  Classement de la montagne
    - 6e, 9e et 11e étapes

  - 1re et 3e étapes du Tour de Catalogne
  - Classement général du Tour de Burgos
  - 5e du Tour d'Espagne
- 1983
  - Tour d'Espagne :
    -  Classement de la montagne
    - 16e étape

  - Clásica a los Puertos
  - Tour de Cantabrie :
    - Classement général
    - 1re étape

  - 5e étape du Tour de Burgos
  - 2e du Grand Prix de Navarre
- 1984
  - GP Camp de Morvedre
  - 5ea étape du Tour des vallées minières
  - 2e étape du Grand Prix du Midi libre
  - Épreuve en ligne de l'Escalade de Montjuïc
  - 2e de l'Escalade de Montjuïc
- 1985
  - 1re étape du Tour du Pays basque
  -  Classement de la montagne du Tour d'Espagne
  - 2e de la Clásica de Sabiñánigo
  - 3e du GP Llodio
  - 3e du Mémorial Manuel Galera
- 1986
  -  Classement de la montagne du Tour d'Espagne
  - 1re étape du Tour des Trois Cantons
  - Classement général du Tour de La Rioja
  - 2e du Tour des Trois Cantons
  - 3e du Trofeo Masferrer
  - 7e du Grand Prix du Midi libre
- 1988
  - 1re étape du Tour de Castille-et-León

### Résultats sur les grands tours

#### Tour de France
5 participations
- 1983 : abandon (10e étape)
- 1984 : 41e
- 1985 : abandon (9e étape)
- 1986 : 121e
- 1987 : 43e

#### Tour d'Italie
1 participation
- 1988 : 30e

#### Tour d'Espagne
13 participations
- 1980 : 21e
- 1981 : 7e,  vainqueur du classement de la montagne
- 1982 : 5e,  vainqueur du classement de la montagne et des 6e, 9e et 11e étapes
- 1983 : 24e,  vainqueur du classement de la montagne et de la 16e étape
- 1984 : 19e
- 1985 : 27e,  vainqueur du classement de la montagne
- 1986 : 25e,  vainqueur du classement de la montagne
- 1987 : 29e
- 1988 : 17e
- 1989 : 44e
- 1990 : 23e
- 1991 : abandon (4e étape)
- 1992 : non-partant (18e étape)